# Кадијак
Кадијак (фр. Cadillac) је насељено место у Француској у региону Аквитанија, у департману Жиронда.
По подацима из 2011. године у општини је живело 2617 становника, а густина насељености је износила 481,07 становника/km².

## Демографија
| 1962. | 1968. | 1975. | 1982. | 1990. | 2011. |
| ----- | ----- | ----- | ----- | ----- | ----- |
| 3.204 | 3.748 | 3.340 | 2.961 | 2.582 | 2.617 |